# Бийвър (Юта)
Вижте пояснителната страница за други значения на Бийвър.
Бийвър (на английски: Beaver) е град в окръг Бийвър, щата Юта, САЩ. Бийвър е с население от 2454 жители (2000) и обща площ от 11,9 km². Намира се на 1799 m надморска височина. ЗИП кодът му е 84713, а телефонният му код е 435.